# 刘宠光
刘宠光（1902年—1977年3月12日），学名刘文郁，字宗飞，安徽阜阳洄溜集东八里人，中华人民共和国水利学家。

## 生平

### 民国时期
刘宠光幼年入插花小学读书，后考入安徽省第六中学。1925年，肄业于北京朝阳大学政法系。1927年，阜阳县共产党人转入地下活动，同年刘宠光毅然加入共产党，并任阜阳县财务清算委员会主任。1928年春，阜阳地下党在魏野畴、李立军等领导下，组织农民暴动。但起义很快被扑灭，期间刘宠光负责阜阳城内通信、筹款和物资接济等工作。后化名张孟浩，转移到太和县继续从事党的地下工作。1931年底，中共地下党在进攻太和县城中失败，刘宠光被逮捕，经严刑审讯。但他只承认张孟浩，不承认是共产党员，后被送安庆安徽省政府军法会审处关押，经安庆法院判处五年徒刑。1935年冬，刑满出狱。1936年，去延安抗大学习，结业后分配在十八集团军任高级参谋。
1938年，到涡北新四军四师任民运部长，在涡北风怀一带负责扩军、筹粮。1940年，任豫皖苏边区联防委员会副主任兼地方工作委员会书记。1941年，兼任苏皖边区建设厅副厅长。后随新四军自苏北撤退，任山东省实业厅副厅长。1947年冬，任长江支队支队长兼政委。1948年，任皖北四分区政委兼阜阳地委副书记。1949年春，随刘邓大军南下，在解放军攻占南京后，任南京军事管制委员会交通接管委员会主任。上海战役后，任华东军政委员会水利部党组书记兼第一副部长，请水利专家汪胡祯，建成了佛子岭、梅山等重要水库。

### 共和国时期
1950年，兼任治淮委员会副主任。1953年受诬陷被开除出党。同年秋，调上海水产学院任教授，著有《中国水产史》初稿。1956年春，担任上海市水产学院副院长。文化大革命期间，受到迫害，被造反派打断右腿。1977年3月12日，逝世。著有《范蠡养鱼经的科学价值》等。